# الزوايا الخمس
الزوايا الخمس هو فيلم من نوع دراما وجريمة أُصدر في 1987. الفيلم من إنتاج HandMade Films ‏، وهو من إخراج توني بيل، أما السيناريو فكان من كتابة جون باتريك شانلي.
لقد جرى تفسير الفيلم بشكل خاطئ على أنه فيلم من الملكية العامة وتمت قرصنته من قبل العديد من الموزعين الذين أصدروا نسخًا رديئة الجودة من أشرطة الفيديو وأقراص DVD. ومع ذلك، وفقًا لمكتب حقوق النشر، فإن حقوق النشر مسجلة لدى شركة شركة باراغون للترفيه.

## القصة
تقع أحداث الفيلم في نيويورك. في عام 1964، في برونكس، يُقتل مدرس في مدرسة ثانوية بسهم في ظهره. ويعرض رجل فتاتين صغيرتين في حالة سُكر على صبيين مراهقين، حتى أنه يعرض عليهما المال مقابل أخذ الفتاتين منه. لاحقًا تستيقظ الفتاتان في شقة غير مألوفة، عاريتين تحت الأغطية. في اليوم التالي يخبر الصبيان الفتاتين بقتل مدرسهما، ويشرحان لهما سبب استعدادهما لاصطحابهما في رحلة بالسيارة.
يعود هاينز، الذي أُطلق سراحه مؤخرًا من السجن بعد قضاء فترة عقوبة بتهمة محاولة الاغتصاب، إلى حيه القديم ليلتقي بوالدته المريضة ويعيد إشعال علاقته الملتوية مع ليندا، ضحيته التي كادت تتعرض للاغتصاب. تبنى هاري الذي سبق أن حمى ليندا أثناء الاعتداء عليها، موقفًا غير عنيف ردًا على العنف، متأثرًا بقتل والده الشرطي والاحتجاجات غير العنيفة ضد العنصرية التي دعا إليها الدكتور مارتن لوثر كينغ. بعد اعتناقه البوذية والسلمية، يسعى هاري إلى الانضمام إلى حركة الدكتور كينغ، مما يعقد مهمته في حماية ليندا مرة أخرى.

## طاقم التمثيل
- مايك ستار
- تود جراف
- جاك مكجي
- جون تورتورو
- إليزابيث بيردج [الإنجليزية]‏
- جودي فوستر
- إليزابيث بيردج [الإنجليزية]‏
- كامبل سكوت
- إريك لا سال
- بيل كوبس
- تيم روبنز

## الإنتاج
موسيقى الفيلم التصويرية كانت من تأليف جيمس نيوتن هاورد.

## وصلات خارجية
- الزوايا الخمس على موقع IMDb (الإنجليزية)
- الزوايا الخمس على موقع روتن توميتوز (الإنجليزية)
- الزوايا الخمس على موقع نتفليكس (الإنجليزية)
- الزوايا الخمس على موقع ألو سيني (الفرنسية)
- الزوايا الخمس على موقع Turner Classic Movies (الإنجليزية)
- الزوايا الخمس على موقع أول موفي (الإنجليزية)
- الزوايا الخمس على موقع بوكس أوفيس موجو (الإنجليزية)
- الزوايا الخمس على موقع فيلمافينيتي (الإسبانية)
- الزوايا الخمس على موقع قاعدة بيانات الأفلام السويدية (السويدية)
- الزوايا الخمس على موقع قاعدة بيانات الفيلم (الإنجليزية)